# 帝京大学の人物一覧
帝京大学の人物一覧（ていきょうだいがくのじんぶついちらん）は、帝京大学に関係する人物の一覧記事。
数多くの卒業生・関係者が存在するためウィキペディア日本語版内に既に記事が存在する人物のみを記載する。
※関係者については現在帝京大学に所属している人物のみ記載する。

## 大学関係者

### 歴代学長・理事長
- 冲永荘一 - 創設者、初代理事長・総長・学長、医学者（産婦人科学）。
- 冲永佳史 - 2代目理事長・学長。ハーバード大学客員教授。創設者冲永荘一の次男。

### 医学部
- 寺本民生 - 医学部学部長。医学博士。学校法人帝京大学理事。
- 加藤大基 - 医学部助教。放射線科医。
- 川越厚 - 医学部非常勤講師。医師、医学博士。
- 豊岡秀訓 - 医学部麻酔科教授。麻酔科医、医学博士。
- 福家伸夫 - ちば総合医療センター救急集中治療センター長。
- 林直樹 - 医学部教授。
- 出沢明 - 医学部教授。同学部付属溝口病院整形外科長
- 大久保孝義 - 医学部主任教授。
- 冲永寛子 - 学校法人帝京大学常務理事、帝京大学副学長、医師会長、女性医師・研究者支援センター長、 医療共通教育センター長、スポーツ医科学センター事務局長、シミュレーション教育研究センター長、医学部内科学講座教授、 帝京高等看護学院学院長、帝京大学中学校・高等学校校長。学校法人帝京平成大学副理事長、帝京平成大学学長。学校法人冲永学園理事長、帝京短期大学学長、帝京にしき幼稚園園長。医療法人京友会理事長。学校法人吉岡教育学園理事長。社会福祉法人寿栄会理事長。社会福祉法人旭コミュニティ振興財団理事長。社会福祉法人あしたば中野学園理事長。公益財団法人生涯学習振興財団評議員、公益財団法人労働問題リサーチセンター評議員。ハーバード大学客員教授。冲永佳史の配偶者

### 経済学部

#### 経済学科
- 小島寛之 - 経済学部経済学科教授。経済学者・数学エッセイスト。
- 西澤保 - 経済学部経済学科教授。思想史家
- 石川義孝 - 経済学部経済学科教授。京都大学名誉教授。地理学者。

#### 国際経済学科
- 江夏由樹 - 経済学部長・国際経済学科長・教授。歴史学者。
- 柴田德太郎 - 経済学部国際経済学科教授。
- 吉岡孝昭 - 経済学部国際経済学科教授。政策学者、経済学者。

#### 地域経済学科
- 山本健兒 - 経済学部地域経済学科教授。経済地理学者。

### 法学部

#### 法律学科
- 佐々木知子 - 法学部教授、弁護士、元参議院議員、元東京地検室長検事、小説家（ペンネーム使用）。
- 村上文 - 法学部教授。元労働省官僚。

#### 政治学科
- 日暮吉延 - 法学部政治学科教授。政治学者。
- 川人貞史 - 法学部政治学科教授。政治学者。
- 渡邊啓貴 - 法学部政治学科教授。政治学者。東京外国語大学名誉教授。

### 文学部

#### 日本文化学科
- 筒井清忠 - 文学部長・日本文化学科長・教授。社会学者。
- 冲永荘八 - 文学部日本文化学科教授。人間・環境学博士。学校法人帝京科学大学理事長、帝京科学大学学長。学校法人帝京学園理事長、帝京学園短期大学学長。大学創設者冲永荘一の長男。
- 濱田陽 - 文学部日本文化学科教授。

#### 史学科
- 岡部昌幸 - 文学部史学科教授。美術史学者。
- 深谷幸治 - 文学部史学科教授。日本史学者。
- 澁谷由里 - 文学部史学科教授。東洋史学者。
- 小山俊樹 - 文学部史学科教授。日本史学者。
- 石川敬史 - 文学部史学科教授。政治学者。

#### 社会学科
- 藤本龍児 - 文学部社会学科准教授。

### 外国語学部

#### 国際日本学科
- 西岡淳 - 外国語学部国際日本学科教授。国際化推進室長。元外交官。

### 医療技術学部
- 岩出雅之 - 医療技術学部スポーツ医療学科・スポーツ医科学センター教授。ラグビー部前監督。スポーツ局局長。
- 中野孝行 - 医療技術学部スポーツ医療学科・スポーツ医科学センター准教授。駅伝競走部監督。
- 穴井さやか - 医療技術学部スポーツ医療学科助教。柔道部女子監督。
- 相馬朋和 - スポーツ医科学センター講師。元ラグビー選手・三洋電機ワイルドナイツ、元日本代表主将。ラグビー部監督。

### 冲永総合研究所
- 辻仁成 - 冲永総合研究所特任教授。作家、ミュージシャン、映画監督、演出家。
- 小林秀明 - 冲永総合研究所名誉教授。元外交官、迎賓館長。
- 杉本真樹 - 冲永総合研究所教授。医師、医学博士。医療分野での最先端技術開発で知られる。

### 産学連携推進センター
- 中西穂高 - 産学連携推進センター長・先端総合研究機構・教授。元高知県副知事。

### 共通教育センター
- 冲永隆子 - 共通教育センター教授。冲永荘八の配偶者。
- 森吉弘 - 共通教育センター准教授。元NHKアナウンサー。

### 事務職員
- 宮原美穂 - 事務職員。空手道部コーチ。

### その他
- 香川政夫 - 空手道部師範。

## 著名な出身者

### 政治

#### 国会議員
- 中島克仁（立憲民主党衆議院議員・医師）
- 新谷正義（自由民主党衆議院議員・総務副大臣・医師）
- 神谷裕（立憲民主党衆議院議員）
- 谷亮子（元生活の党と山本太郎となかまたち参議院議員・柔道家）
- 徳田毅（元自由民主党衆議院議員・国土交通大臣政務官、中退）
- 穂坂泰（自由民主党衆議院議員・デジタル副大臣）

#### 市町村長
- 小桧山吉紀（青森県三沢市長・青森県議会議員）
- 高橋恭市（千葉県富津市長・富津市副市長）
- 山﨑泰大（東京都武蔵村山市長）
- 新井家光（元埼玉県深谷市長・埼玉県議会議員・医師）
- 富田竜馬（東京都東久留米市長）
- 濱田豪太（高知県香南市長）
- 佐々木久之（千葉県鴨川市長）

#### 地方議会議員
- 藤川優里（青森県八戸市議会議員・自由民主党）
- 細田智也（埼玉県入間市議会議員・民進党、その後、国民民主党を経て無所属に）
- 山本賢寿（神奈川県横須賀市議会議員、元プロ野球選手・読売ジャイアンツ投手）

### 経済
- 石川諭（トランザクション創業者・代表取締役社長、東証プライム上場）
- 黒田茂夫（昭文社代表取締役社長、東証プライム上場）
- 尾崎敦史（大和冷機工業代表取締役社長、東証プライム上場）
- 小倉康宏（小倉クラッチ代表取締役社長、JASDAQ上場）
- 山野辺一記（エッジワークス代表取締役社長）
- 石浦浩（ライフスタイルデザイン代表取締役C.E.O.）
- 杉本昌秀（芦屋タカトラ創業者、元ワールドファイティングブル選手・本学ラグビー部主将）
- 和田哲幸（起業家、作家、中小企業スタートアップコンサルタント）

### 医学
- 井手口直子（薬学博士、作家、帝京平成大学薬学部教授）
- 土屋繁裕（外科医、作家、医学部卒）
- 新田國夫（医師、全国在宅療養支援診療所連絡会会長）
- 筧ちぐさ（医師、タレント）
- 対本宗訓（僧医、臨済宗佛通寺派師家、作家）

### 文化・芸術
- あびゅうきょ（漫画家）
- イエス小池（エッセイスト、漫画家アシスタント）
- 内田知見（詰碁作家）
- 沖津賢一郎（映像作家、映画監督、演出家、中退）
- 小原信治（脚本家、放送作家）
- 駒村吉重（ノンフィクション作家、開高健ノンフィクション賞優秀賞、小学館ノンフィクション大賞受賞）
- 佐伯昭志（アニメーション演出家、ガイナックス）
- 佐藤佑一（写真家、Nikon juna21受賞）
- 高瀬彼方（小説家、ライトノベル作家）
- 早坂隆（ノンフィクション作家、ミズノスポーツライター賞最優秀賞受賞）
- 樋口毅宏（小説家）
- 平田治（放送作家、ニッポン放送Gackt・気志團のオールナイトニッポン製作）
- 島津久崇（神職）
- 鈴木由美（中世内乱研究会会長、史学科卒）

### メディア
- 榎本麗美 - フリーアナウンサー（ノースプロダクション）、元日テレNEWS24キャスター、元西日本放送アナウンサー
- 荒生沙緒利 - フリーアナウンサー、元TBSラジオキャスター
- 小堺翔太 - タレント、キャスター、リポーター（タイムリーオフィス）、小堺一機の長男
- 松下南美 - フリーアナウンサー、元新潟放送アナウンサー
- 中嶋美年子 - 元フリーアナウンサー
- 福家睦 - 元フリーアナウンサー
- 志葉玲 - 戦場ジャーナリスト、コメンテーター
- 井馬博 - 元ばんえい競走実況アナウンサー
- 関陽樹 - びわ湖放送アナウンサー、K-MIX、岐阜放送、秋田テレビ、北陸朝日放送、群馬テレビでもアナウンサーを務めた
- 柴田泰佳- 元北日本放送アナウンサー

### 芸能
- ともさかりえ（女優、中退）
- 山口紗弥加（女優、中退）
- 岩城滉一（俳優、中退）
- 佐藤祐基（俳優、中退）
- 伊藤明賢（俳優）
- 丹野未結（女優）
- 結城輝（俳優）
- 伊藤貴重（元俳優）
- 古田将士（元俳優）
- 中川知香 (モデル、女優)
- 小椋ケンイチ（タレント・ヘアメイクアーティスト）
- 秋山純（元Musical Academy）
- 寺岡呼人（音楽プロデューサー、JUN SKY WALKER(S)）
- 榎本雄太（元ジャニーズJr.）
- 織田無道（タレント・僧侶）
- ミートボール吉野（AV男優）
- 吉村卓（AV男優）
- せんだるか（タレント、中退）
- 三宅梢子（タレント）
- 高尾美有（タレント）
- こころおと（手話バンド）
- bangking（ロックバンド）
- 黒岩唯一（ローカルタレント）
- 岸野幸正（声優、中退）
- 戸松遥（声優･スフィア）
- manzo（作詞・作曲・編曲家、歌手）
- 福井シンリ（作詞・作曲・編曲家、ベーシスト）
- 羽場仁志（作詞・作曲家）
- 村山晋一郎（音楽プロデューサー）
- 田尻裕司（映画監督、脚本家、俳優 ）
- 360°モンキーズ（お笑いコンビ）
- マッチポンプ（お笑いコンビ）
- ガリベンズ（お笑いコンビ）
- うえはまだ（お笑いコンビ）
- モンチャック（お笑いコンビ）
- 石田たくみ（お笑いタレント、カミナリ）
- ケン・カトウ（お笑いタレント、世田谷フレンズ）
- 椎木ゆうた (お笑いタレント、世間知らズ)
- しんや (お笑いタレント)
- KLOOZ（ヒップホップMC）
- 長谷川ゆかり（ミュージシャン・元Whiteberry）
- ミッチーチェン（山形県のローカルタレント）
- 芝大輔（お笑いタレント、モグライダー、中退）

### スポーツ

#### 野球
- 大津亮介(プロ野球選手・福岡ソフトバンクホークス投手)
- 愛敬尚史（元プロ野球選手・東北楽天ゴールデンイーグルス投手）
- 青柳晃洋（プロ野球選手・阪神タイガース投手）
- 窪田淳（元プロ野球選手・阪神タイガース、オリックスブルーウェーブ投手）
- 佐藤康幸（元プロ野球選手・中日ドラゴンズ投手）
- 里崎智也（元プロ野球選手・千葉ロッテマリーンズ捕手、第1回WBC日本代表、北京オリンピック日本代表）
- 塩見泰隆（プロ野球選手・東京ヤクルトスワローズ外野手）
- 鶴田圭祐（元プロ野球選手・東北楽天ゴールデンイーグルス投手・準硬式野球部出身）
- 西村天裕（プロ野球選手・北海道日本ハムファイターズ投手）
- 益山性旭（元プロ野球選手・阪神タイガース投手）
- 木南了（社会人野球選手・日本通運硬式野球部捕手）
- 前田三夫（帝京高等学校野球部前監督、甲子園優勝3回）
- 住田ワタリ（中日ドラゴンズコンディショニングコーチ、横浜DeNAベイスターズチーム統括本部）
- 大和貴弘（元プロ野球審判員）
- 土山剛弘（プロ野球審判員・準硬式野球部出身）

#### サッカー
- 澤穂希（女子プロサッカー選手・なでしこジャパン日本代表、中退）
- 津田琢磨（サッカー選手・栃木ウーヴァFC）
- 竹中穣（サッカー選手）
- 依田光正（サッカー選手）
- 石堂和人（サッカー選手・福島ユナイテッドFC）
- 岡田亮太（サッカー選手・福島ユナイテッドFC）
- 安藤淳也（サッカー選手）
- 小川巧（サッカー選手）
- 下村悠太（サッカー選手・三菱養和SC）
- 下野淳（サッカー選手、中退）
- 田辺和彦（元サッカー選手）
- 髙木理己（サッカー指導者）

#### ラグビー
- 難波英樹（ラグビー選手・トヨタ自動車ヴェルブリッツ、元日本代表、2003年W杯出場）
- 吉田英之（ラグビー選手・ライオンファングス、元日本代表）
- 長田剛 （ラグビー選手、釜石シーウェイブス）
- 安江祥光（ラグビー選手・ラグビー日本代表、コベルコ神戸スティーラーズ）
- 堀江翔太（ラグビー選手・ラグビー日本代表、埼玉パナソニックワイルドナイツ）
- 吉田光治郎 （ラグビー選手、トヨタヴェルブリッツ）
- ヘンドリック・ツイ （ラグビー選手・ラグビー日本代表、浦安D-Rocks）
- 成昴徳（ラグビー選手・近鉄ライナーズ/大阪朝鮮高出身）
- 坪井秀龍（ラグビー選手・中国電力レッドレグリオンズ、日本代表）
- 中村亮土（ラグビー選手・東京サントリーサンゴリアス、日本代表）
- 小瀧尚弘（ラグビー選手・東芝ブレイブルーパス東京、日本代表）
- 流大（ラグビー選手・東京サントリーサンゴリアス、日本代表）
- 姫野和樹（ラグビー選手・トヨタヴェルブリッツ、日本代表）
- 飯野晃司（ラグビー選手・東京サントリーサンゴリアス、日本代表）
- 堀越康介（ラグビー選手・東京サントリーサンゴリアス、日本代表）
- 坂手淳史（ラグビー選手・埼玉パナソニックワイルドナイツ、日本代表）
- 松田力也（ラグビー選手・トヨタヴェルブリッツ、日本代表）
- 尾崎晟也（ラグビー選手・東京サントリーサンゴリアス、日本代表）
- ニコラス・マクカラン（ラグビー選手・東芝ブレイブルーパス東京、日本代表）

#### 武道・格闘技
- 松本薫（柔道選手・ロンドンオリンピック金メダリスト・フォーリーフジャパン）
- 宇高菜絵（柔道選手・コマツ所属）
- 近藤香（柔道選手・日本生命所属）
- 石川慈（柔道選手・コマツ所属）
- 松崎みずほ（柔道選手）
- 風戸晴子（柔道選手）
- 堀江久美子（柔道選手）
- 宮本樹理（柔道選手）
- 佐野明日香（柔道選手）
- 渡名喜風南（柔道選手）
- 志々目愛（柔道選手）
- 竹原真敬（プロボクサー）
- 亀海喜寛（プロボクサー）
- 三州ツバ吉（プロ格闘家・スポーツインストラクター）
- 真壁刀義（プロレスラー・新日本プロレス所属）
- HARASHIMA（プロレスラー・DDT所属）
- サバイバル飛田（プロレスラー・埼玉プロレス主宰）
- 鈴木健想（プロレスラー・全日本プロレス所属、中退）
- ガッツ石島（プロレスラー・ガッツワールドプロレスリング代表）
- HANZO（プロレスラー・レッスルゲート運営、中退）
- 浦井百合（元女子プロレスラー)
- 八木淳子（元総合格闘家)
- 中井りん（女性総合格闘家、中退)
- 小林実希（空手家）
- 植草歩（空手選手）
- 土屋秀人（空手選手・シャイン所属）
- 二瓶卓郎（空手選手）
- 杉野拓海（空手選手）

#### その他スポーツ
- 飛松誠（陸上競技選手、安川電機所属）
- 中尾勇生（陸上競技選手、トヨタ紡織所属）
- 髙橋裕太（陸上競技選手、大塚製薬所属）
- 安部篤史（アーティスティックスイミング男子選手）
- カルロス・ユーロ（体操選手、医療技術学部在学中）
- 徳田耕太郎（フリースタイルフットボーラー、リフティング世界一）
- 星野一樹（レーシングドライバー、星野一義の長男、ホシノインパル代表）